# 丘灵鞠
丘灵鞠，吳興郡乌程县人，南北朝刘宋至南齐时期的文学家、官员。
丘灵鞠是护军长史丘道真之子，秘书监丘系之孙。他早年喜好学问，擅写文章。元嘉年间，他在吴兴郡任职，担任上计吏，后被征召至扬州任从事，领军沈演之十分看好他的前途。丘灵鞠被举荐为秀才，历任扬州主簿，后逐步升迁至员外郎。宋孝武帝大明年间，孝武帝的殷贵妃去世，丘灵鞠献上三首挽歌诗，其中“云横广阶暗，霜深高殿寒” 一句深受孝武帝赞赏。他曾在新安王刘子鸾麾下任北中郎参军，后外任乌程县令，但未能实现抱负。
泰始二年（466年），丘灵鞠因受牵连卷入反对宋明帝的叛乱，被禁锢数年。褚渊任吴兴郡太守时，丘灵鞠与沈勃一同被推举为郡中才士。明帝命他编纂《大驾南讨纪论》。此后，他长期担任太尉参军，后调任安北记室，兼任扶风郡太守。又历任尚书三公郎、建康县令，转任通直郎，兼任中书郎。昇明年间，丘灵鞠转任正员郎，兼任吴兴郡中正。
萧道成在准备禅让时，让他参与草拟诏策。建元元年（479 年）南齐建国后，丘灵鞠正式担任中书郎，负责东宫文书事务，不久后掌管国史编修。建元二年（480年），他外任镇南长史、寻阳相，后调任尚书左丞。建元四年（482年），齐武帝即位，丘灵鞠升任通直散骑常侍，不久后兼任东观祭酒。他曾表示希望终身担任祭酒之职。永明二年（484年），丘灵鞠被授予骁骑将军，但他不喜欢武官职位，甚至放言想回乡为祖先守墓，后转任正员常侍。他曾任长沙王萧晃的车骑长史，后升任太中大夫，不久后去世。其著作有《江左文章录序》，当时还流传有《文集》。丘灵鞠的儿子是丘迟。